# ピーボ・ブライソン
ピーボ・ブライソン（Peabo Bryson、1951年4月13日 - ）は、アメリカのソウル/R&B歌手。
ソフトロック・バラッドの名手として知られており、女性歌手とのデュエットも多い。
セリーヌ・ディオンとのデュエット、ディズニーアニメ『美女と野獣』の主題歌「ビューティー・アンド・ザ・ビースト〜美女と野獣」で1992年のグラミー賞を獲得、1993年には同じくディズニーアニメの『アラジン』のテーマ「ホール・ニュー・ワールド」をレジーナ・ベルと歌っており、2006年には倖田來未とも同曲を歌っている。
ソロでのヒット曲には「If Ever You're In My Arms Again」「Can You Stop the Rain」がある。

## 主なデュエット曲
- "Gimme Some Time" with ナタリー・コール
- "What You Won't Do for Love" with ナタリー・コール
- "Here We Go" with ミニー・リパートン
- "Lovers After All" with メリサ・マンチェスター
- 「愛のセレブレイション」 - "Tonight, I Celebrate My Love" with ロバータ・フラック
- "You're Lookin' Like Love to Me" with ロバータ・フラック
- "I Just Came Here to Dance" with ロバータ・フラック
- "There's Nothin' Out There" with チャカ・カーン
- "Without You" with レジーナ・ベル (映画『ビル・コスビーのそれ行けレオナルド』より)
- "For You and I" with アンジェラ・ボフィル[1]
- 「ビューティー・アンド・ザ・ビースト〜美女と野獣」 - "Beauty and the Beast" with セリーヌ・ディオン (映画『美女と野獣』より)
- "I Can't Imagine" with レジーナ・ベル
- 「ホール・ニュー・ワールド」 - "A Whole New World" with レジーナ・ベル (映画『アラジン』より)
- "You Are My Home" with リンダ・エダー (映画『The Scarlet Pimpernel』より)
- 「愛の夜明け」 - "By The Time This Night is Over" with ケニー・G
- 「ライト・ザ・ワ－ルド」 - "Light The World" with デビー・ギブソン
- "The Gift" with ロバータ・フラック
- "Wishes" with キンバリー・ロック (アルバム『Disney Wishes!』収録)
- 「ザ・ベスト・パート」 - "The Best Part" with ナディア・ギフォード
- "As Long As There's Christmas" with ロバータ・フラック (ビデオ『美女と野獣 ベルの素敵なプレゼント』より)
- "I Have Dreamed" with レア・サロンガ (ミュージカル『王様と私』スタジオ・キャスト・レコーディングより)
- "How Wonderful We Are" with レア・サロンガ (アルバム『People: A Musical Celebration Of Diversity』収録)
- "Make It Til Tomorrow" with サンディ・パティ
- 「Voice of my heart」 with 杏里
- 「A Whole New World」 with 倖田來未 (アルバム『BEST〜second session〜』収録)
- 「WALKING feat.PEABO BRYSON」 with 石井竜也
- 「Here For You」 with 小柳ゆき

## ディスコグラフィ

### スタジオ・アルバム
- Peabo (1976年、Bang/Bullet)
- Reaching for the Sky (1977年、Capitol)
- Crosswinds (1978年、Capitol)
- 『愛あるハーモニー』 - We're the Best of Friends (1979年、Capitol) ※with ナタリー・コール
- Paradise (1980年、Capitol)
- 『砂の記憶』 - Turn the Hands of Time (1981年、Capitol)
- I Am Love (1981年、Capitol)
- Don't Play with Fire (1982年、Capitol)
- 『愛に生きて』 - Born to Love (1983年、Capitol) ※with ロバータ・フラック。旧邦題『ボーン・トゥ・ラヴ』
- 『ストレイト・フロム・ザ・ハート』 - Straight from the Heart (1984年、Elektra)
- 『テイク・ノー・プリズナーズ』 - Take No Prisoners (1985年、Elektra)
- 『クワイエット・ストーム』 - Quiet Storm (1986年、Elektra)
- 『ポジティヴ』 - Positive (1988年、Elektra)
- 『オール・マイ・ラヴ』 - All My Love (1989年、Capitol)
- 『雨がやんだら』 - Can You Stop the Rain (1991年、Columbia)
- 『スルー・ザ・ファイア』 - Through the Fire (1994年、Columbia)
- 『ピース・オン・アース』 - Peace on Earth (1997年、Private Music)
- 『アンコンディショナル・ラヴ』 - Unconditional Love (1999年、Private Music)
- 『ミッシング・ユー』 - Missing You (2007年、Peak)
- 『スタンド・フォー・ラヴ』 - Stand for Love (2018年、Capitol)

### ライブ・アルバム
- 『ライヴ&モア』 - Live & More (1980年、Atlantic) ※with ロバータ・フラック

### コンピレーション・アルバム
- Collection (1984年、Capitol)
- 『ベスト・オブ・ピーボ・ブライソン』 - Love & Rapture:The Best Of (1991年、Columbia)
- I'm So into You: The Passion of Peabo Bryson (1997年、Capitol)
- 『スーパー・ヒッツ』 - Super Hits (2000年、Columbia)
- Anthology (2001年、Capitol)
- 『美女と野獣』 - Beauty and the Beast: The Duets (2002年、Columbia)
- The Best of Peabo Bryson (2004年、Columbia)
- The Very Best of Peabo Bryson (2006年、Time–Life)
- Ballads (2013年、Capitol)